# 田尻鑑種
田尻 鑑種（たじり あきたね）は、戦国時代から安土桃山時代にかけての武将。筑後国鷹尾城主。

## 生涯
田尻氏は筑後の国人、筑後十五城の一つ。初め豊後国の大友氏に仕え、大友義鑑から偏諱を与えられるなどして重用されたが、義鑑の子・義鎮（宗麟）の代の天正6年（1578年）の耳川の戦いを機に大友氏から離れ、翌7年（1579年）に肥前国の龍造寺隆信に臣従する。そして三池鎮実攻めや肥後国筒岳城攻めなどで武功を挙げるなどした。また、天正9年（1581年）、隆信の命で鑑種の縁者である蒲池氏の柳川城を攻め、蒲池鎮漣の一族郎党を誅滅することによって、隆信から478町の新領地を得ている。
この後、島津義弘は、蒲池氏を滅ぼし筑後で最有力となった田尻鑑種に接近し、肥後八代の支配を依頼した。田尻鑑種は承諾し島津氏に接近することとなる。
天正10年（1582年）8月、龍造寺政家と鍋島信生が瀬高上ノ庄へ鵜飼見物に出た際、二人が鵜飼見物に事寄せて鑑種と蒲池家恒を呼び寄せ討ち果たす心算であるとの噂が立った。これに対し、蒲池家恒は弁明に努めた。一方の田尻鑑種は、島津氏へ接近した事実を抱えており、弁明を行わず同10月に謀反に及ぶ。
鑑種は諸所を放火の上で居城の鷹尾城に籠城した他、縁戚をそれぞれ江ノ浦城・濱田城・津留城・堀切城に配し、同じく籠城させる。
更に同12月、鑑種は大友氏と薩摩国の島津義久に助勢を依頼、大友氏は準備が間に合わず果たせなかったが、義久はこれに応じ、翌11年（1583年）1月に帖佐宗光・田尻但馬ら300余を鷹尾城へ送っている。
城は何れも堅城で、また龍造寺勢も本格的な攻撃を控えたので、いずれの城も落ちなかった。
同年7月、秋月種実の仲裁で両家の和談が成立しかけたが、条件の面で折り合わず破談となった。
龍造寺勢は再び城攻めを行うがやはり落ちず、鍋島信生の義兄石井忠張らが戦死したため、信生は、江ノ浦城主田尻了哲の知己である百武賢兼に了哲との和談を命じこれを果たした。
更にその了哲を介して鑑種との和睦を行うと鑑種はこれに応じ、12月に田尻一族が龍造寺政家に起請文を出し、鷹尾城を明け渡し佐嘉郡に移住する一方、新地200町を与えられることを条件に和談が成立、以後は龍造寺家臣に復帰した。
沖田畷の戦いで力を落とした龍造寺に付け込み大友が筑後に兵を差し向けた際には、龍造寺軍の先方として筑後に進撃し、元の居城である鷹尾城を奪還した。
ただしこの後にも島津氏へ対し臣従の手紙を送る等、島津寄りの姿勢を見せている。龍造寺側も度重なる鑑種の裏切りを警戒して多くの起請文を発行していた。
だが龍造寺と島津が和議すると龍造寺家臣でありながら、島津と通じていた鑑種の立場は微妙になる。
龍造寺は、裏切りはしたが和睦した島津に親しい鑑種を罰せず家臣として重用し、鑑種もそれを受け入れた。
秀吉の九州征伐が終わる頃までには龍造寺への完全服従を決めたようである。
立花宗茂、高橋統増、筑紫広門らが秀吉へ拝謁して直臣となる中、鑑種は秀吉へ拝謁せず、鍋島直茂麾下の武将となる。
その後の田尻鑑種は鍋島直茂に忠誠を誓い、朝鮮役へ帯同中に当地で病没した。
一方、島津氏の史料である『本藩人物誌』では、上記の和談が成立し100名余を連れて隆信と会すべく進んでいる最中に、龍造寺方の伏兵により討ち取られたとする。また、その子である喜平次も殺されかけたが、隆信の母である慶誾尼に助命され僧になり、後に還俗し大友氏に仕えて統種と名乗った後に出奔、浪人して島津義弘に仕えたと記述される。
ただし鑑種が朝鮮役で活躍した複数の資料があるため、この史料にある話の信憑性は低い。

## 関連書籍
- 佐野量幸「筑後水滸伝」『福岡戦国武将物語(中)』光山製作所